# دکل‌های برق فشار قوی تنگه خوران

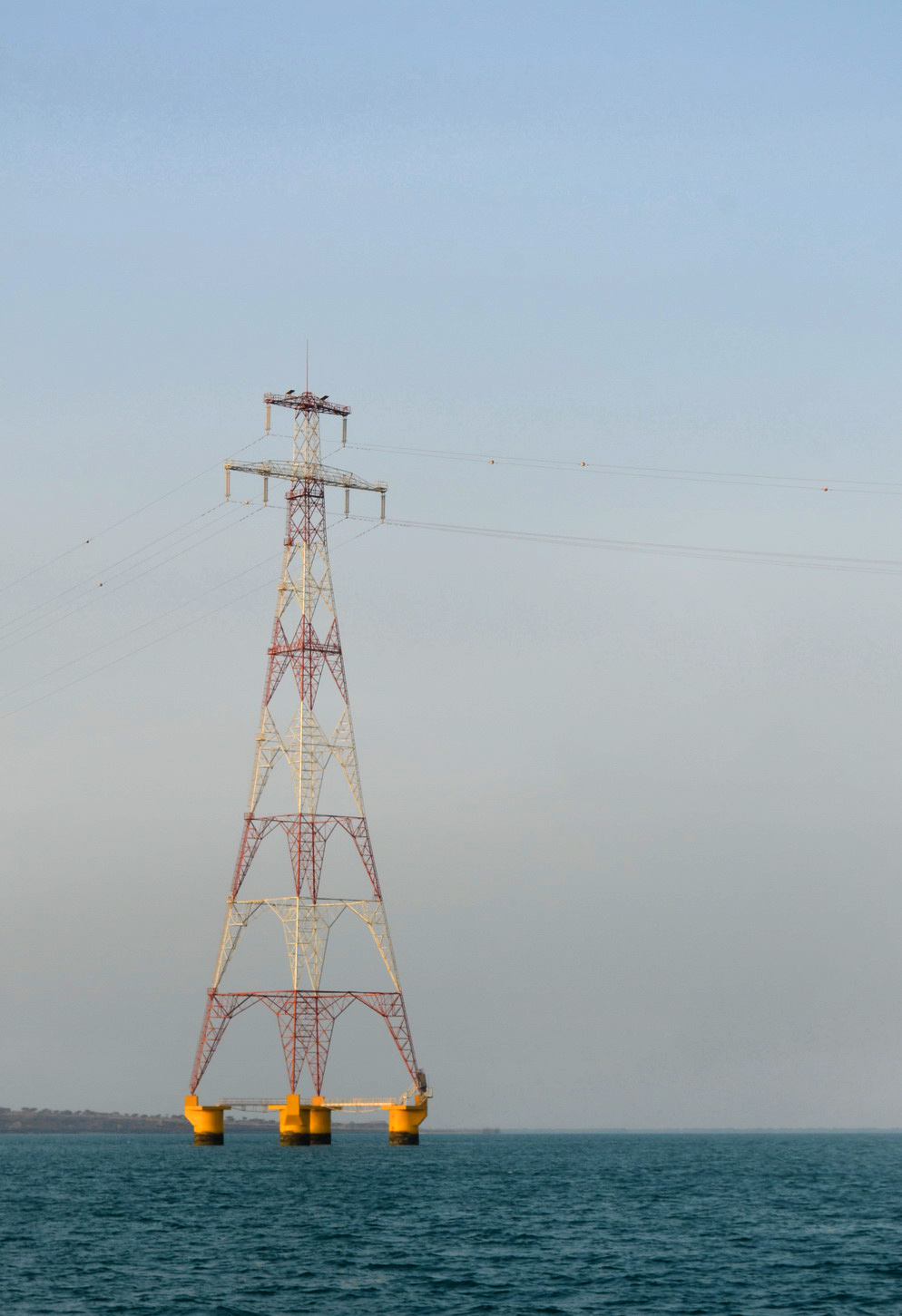
دکل دریایی

دکل‌های برق فشار قوی تنگه خوران دکل‌هایی در دو سوی تنگه خوران هستند که خط ۲۳۰ کیلوولت دو مداره را از سرزمین اصلی ایران به جزیره قشم می‌رسانند. این دکل‌ها در سال ۱۳۶۲ ساخته شدند.
دو دکل اصلی که در ساحل بندر لافت و دریا قرار دارند، به ترتیب ۱۴۳ و ۱۳۷ متر ارتفاع دارند.